# Transporte en Gambia

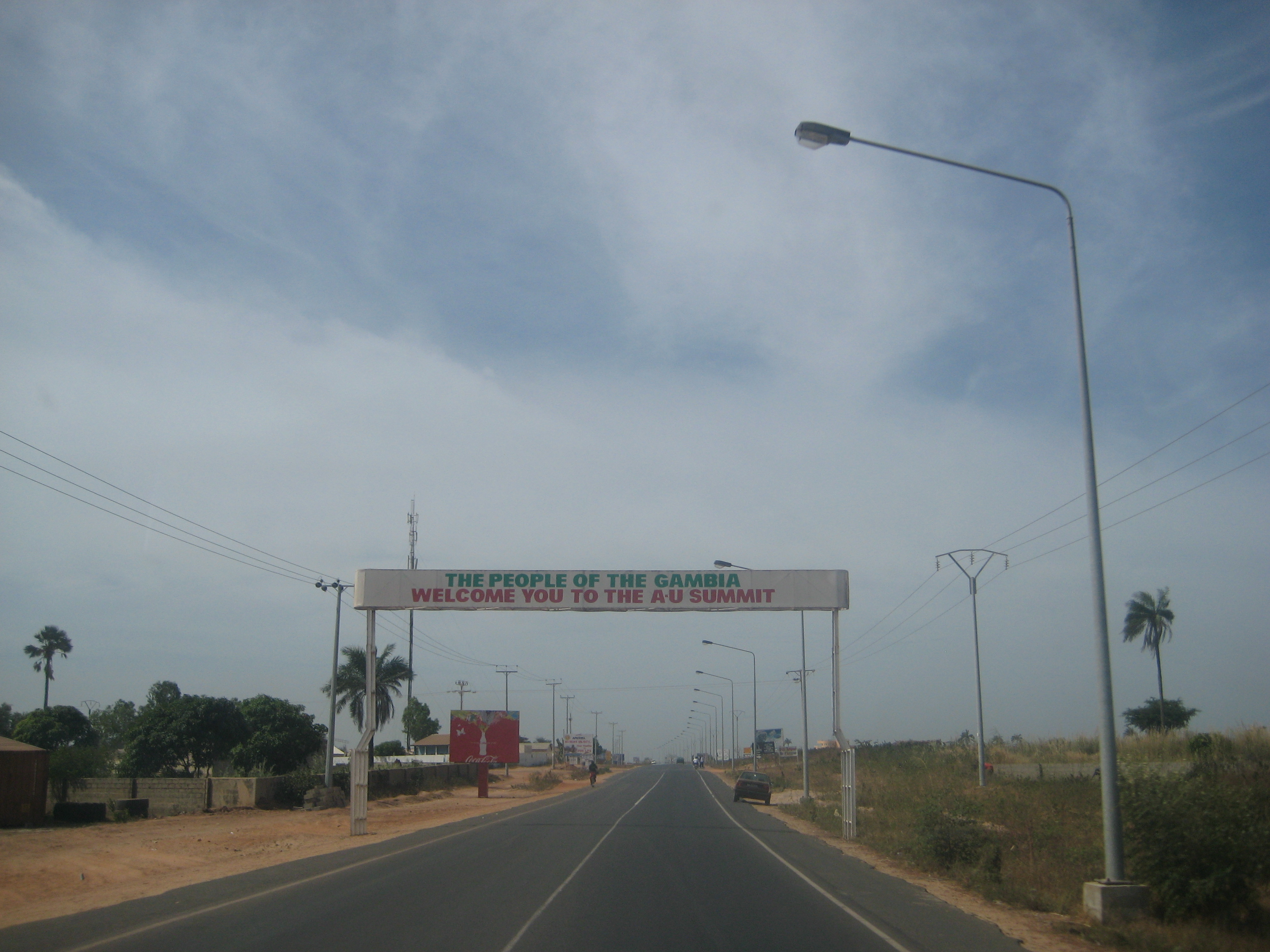
Ruta 7

El transporte en Gambia está compuesto por:

## Carreteras
Estimado para 1996:
- Total: 2.700 km
- Pavimentadas: 956 km
- No pavimentadas: 1.744 km[1]

Los caminos pavimentados más recientes usualmente están en buenas condiciones.

## Ferrocarriles
No posee

## Transporte aéreo
Según estimaciones de 1999, en Gambia existe 1 solo aeropuerto (Aeropuerto Internacional de Banjul), que posee su pista de aterrizaje pavimentada.

## Transporte marítimo
Actualmente existen 400 kilómetros de vías navegables, fundamentalmente a lo largo del Río Gambia.
El principal puerto de Gambia es Banjul, debido a su poca longitud de costa. Es administrado por Gambia Ports Authority.
Gambia no posee marina mercante.